# Amjad Ali Thurayya Jah
Amjad Ali Shah, född 1801, död 1847, var en indisk monark. Han var regerande nawab av Awadh (kung av Oudh) mellan 1842 och 1847.
Han lät uppföra en bro över Gomatifloden och en armerad betongväg från Lucknow till Kanpur.